# Event Horizon (Installation)

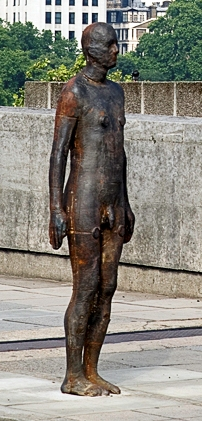
Eine Skulptur auf der Straße in New York City (2010)

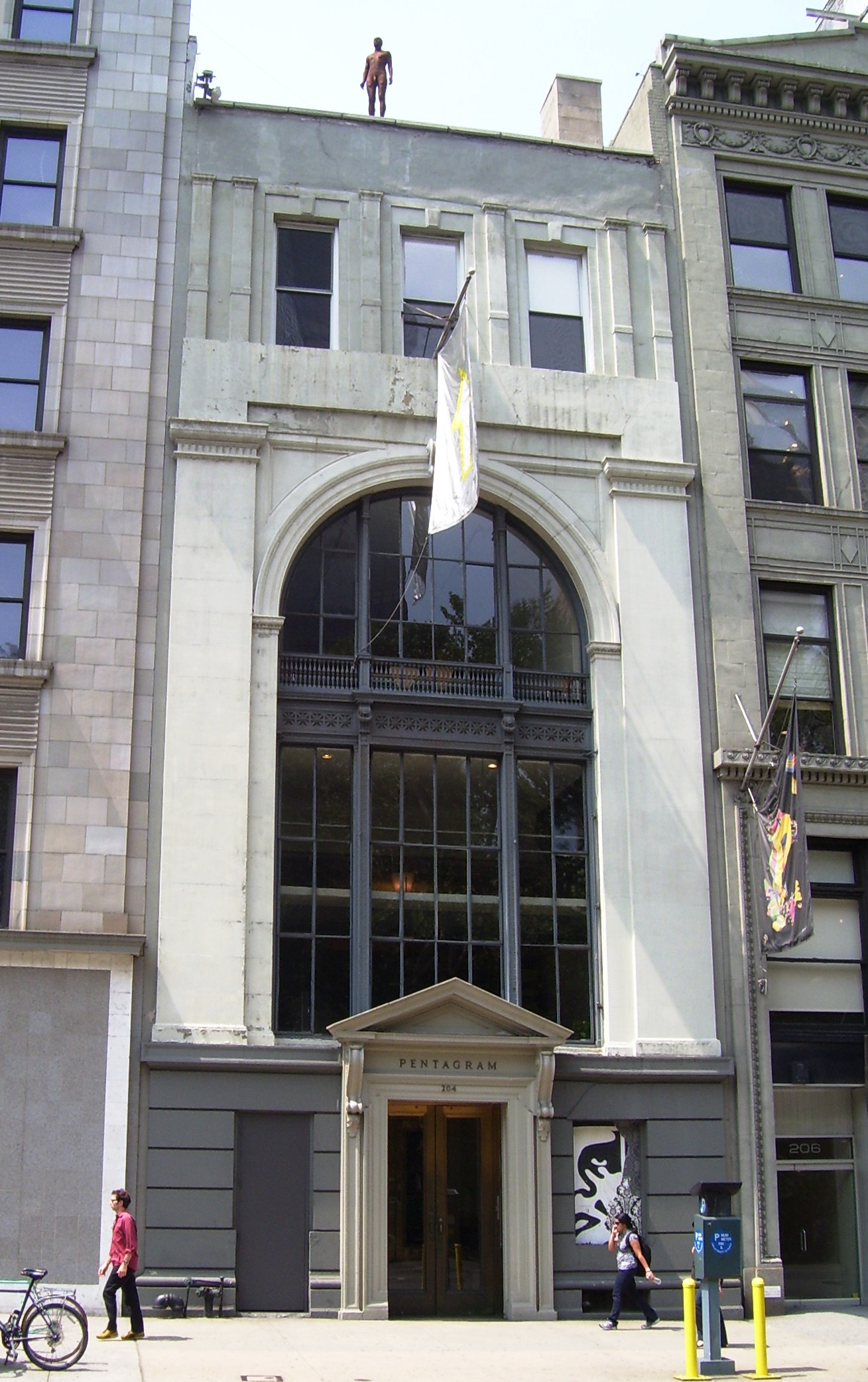
Eine Skulptur auf dem Dach eines Gebäudes an der 204 Fifth Avenue in Manhattan (2010)

Event Horizon (dt.: Ereignishorizont) ist eine Installation des britischen Bildhauers Antony Gormley, die als Wanderausstellung konzipiert wurde. Bei der Installation handelt es sich um Kunst im öffentlichen Raum, bestehend aus 31 Skulpturen. Dabei stehen die Figuren auf der Straße und auf den Dächern, wo sie von der Straße aus gesehen werden können. Jede Skulptur unterscheidet sich leicht von der anderen. Sie sind in den Städten stets so platziert, dass man von einer Skulptur aus die nächste sehen kann.

## Hintergrund
Antony Gormley ist seit Mitte der 1980er Jahre als Künstler tätig. Mit seinen Kunstwerken hat er sich im Laufe der Zeit in der Kunstszene einen Namen gemacht. Dabei arbeitet Gormley konzeptionell. Im Mittelpunkt seines künstlerischen Schaffens steht der menschliche Körper. Gormley verwendet diesen als Medium für Raum- und Welterfahrung in einem Koordinatensystem sozialer und ästhetischer Beziehungen. Seine bekannteste Arbeit ist der übergroße Angel of the North bei Gateshead (Tyne and Wear). Weitere Arbeiten von Gormley sind unter anderem das Quantum Cloud in London, das Another Place am Strand der Mündung des River Mersey, am Crosby Beach nördlich von Liverpool und das Horizon Field in den Alpen.
Hinsichtlich der Installation von Event Horizon in Hongkong sagte Gormley im Jahr 2015 folgendes:

„Bei „Event Horizon“ handelt es sich um Wahrnehmung. Es ist eigentlich eine Kleinigkeit, die ich gemacht habe. Es ist die Unterbrechung des Horizonts durch die relativ dunklen menschlichen Silhouetten. Die Skulpturen bilden einen Kontrast zum erleuchteten Himmel. Sie erscheinen wie dunkle Löcher in Menschenform.“

Gormley wollte bei den Betrachtern seiner Installation folgendes auslösen:

„Diese Installation ist sehr statisch. Die Betrachter werden dazu angehalten, ebenfalls bewegungslos zu sein. Das Ziel ist es, dass Menschen beginnen, ihre Umgebung zu lesen – sie genauer wahrzunehmen. Passanten sollen den Dialog zwischen den unterschiedlichen Gebäuden in der Stadt erkennen. Außerdem sollten die Skulpturen wie Akupunkturnadeln wirken. Die kleinen Nadeln sollten in den Körper der Stadt eintauchen und die Anspannung einer solch großen Metropole etwas lösen.“

In diesem Zusammenhang wählte er den Namen „Ereignishorizont“ für seine Installation aus der Physik.

## Skulpturen
Die lebensgroßen Skulpturen erscheinen alle in anatomisch korrekter Haltung und sie sind alle nackt dargestellt. Sie weisen nach unten ausgestreckte Hände und einen leicht gesenkten Kopf. Gormley hatte alle Skulpturen nach seinem Ebenbild erstellt. Daher sind sie 188 cm groß. Vier gusseiserne Figuren stehen auf der Straße. Jede einzelne Skulptur wiegt etwa 630 kg. Die restlichen 27 Statuen aus Fiberglas stehen auf den Dächern der Metropole. Jede dieser Skulpturen wiegt etwa 30 kg.

## Metropolen
Die Installation wurde in den folgenden Metropolen der Reihe nach aufgestellt:
- 2007: London[6]
  - Aufstellungsorte waren unter anderem das King’s College London, das National Centre, das Shell Centre, die Strand Street und die Waterloo Bridge.[7]
- 2008: Rotterdam
  - Aufstellungsorte waren unter anderem der Euromast, das Erasmus MC, die Hogeschool Rotterdam und das Museum Boijmans Van Beuningen.[8]
- 2010: New York City[3]
  - Aufstellungsorte waren unter anderem das Empire State Building, der Madison Square,[3] der Union Square und die 204 Fifth Avenue.
- 2012: São Paulo[9][10]
  - Aufgestellt waren die Skulpturen in dem Bereich zwischen dem Praça do Patriarca und dem Theatro Municipal.[3]
- 2012: Rio de Janeiro[11][12]
  - Aufgestellt waren die Skulpturen auf dem Gelände des Centro Cultural Banco do Brasil (CCBB) und weiteren Plätzen der Stadt.[12]
- 2015–2016: Hongkong[1][4]
  - Aufgestellt waren die Skulpturen innerhalb einer 1 km langen Zone entlang des Central Districts und des Western Districts.[13]

## Ausstellungen (Auswahl)
- 2007: Teil der Ausstellung Blind Light in der Hayward Gallery hinsichtlich Antony Gormley[6][14]
- 2008: Teil einer Ausstellung in Rotterdam[8]
- 2012: Teil der Ausstellung Still Being (pt: Corpos Presentes) im Centro Cultural Banco do Brasil in São Paulo und danach in Rio de Janeiro[12]

## Kritik

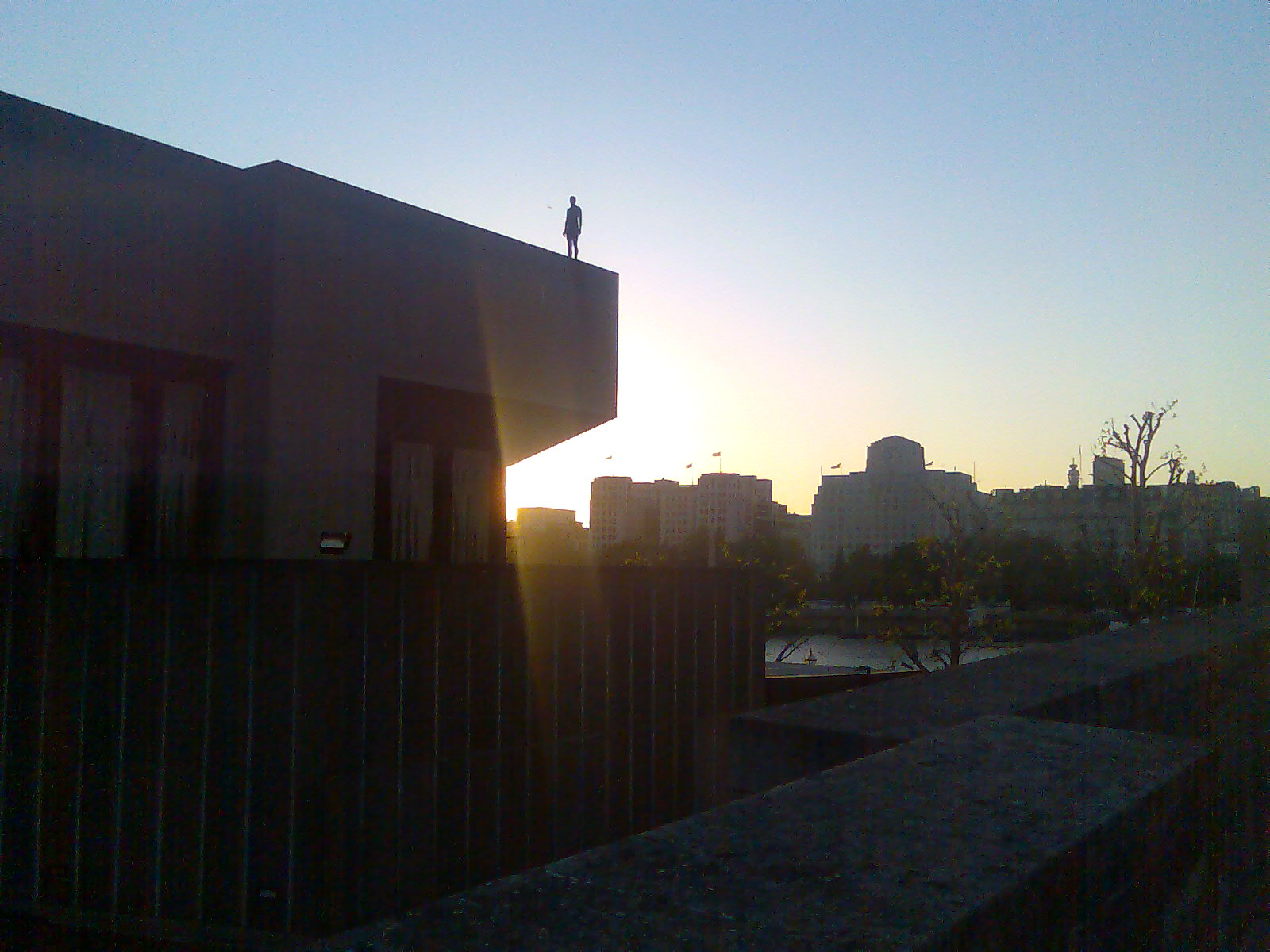
Eine Skulptur auf dem Dach eines Gebäudes im South-Bank-Bezirk an der Themse in London (2007)

Die Installation sollte eigentlich bereits im Jahr 2014 in Hongkong installiert werden. Allerdings wurde die Aufstellung dieser abgesagt, nachdem der Investmentbanker Dennis Li Junjie vom Dach des Firmensitzes der Bank JPMorgan Chase in den Tod sprang. Sechs Monate vor der Installation im Jahr 2015 hatte Hongkong dessen Bürger über die Ausstellung informiert. Dadurch sollten die Skulpturen nicht mit potenziellen Selbstmördern verwechselt werden, wie in den Städten zuvor, in denen die Ausstellung tourte. Trotzdem wurde die Polizei wiederholt von besorgten Bürgern über potenzielle Selbstmörder verständigt, sowie in anderen Städten zuvor.

## Trivia
Eine der Skulpturen wurde im Vorspann der ersten Episode von Ashes to Ashes – Zurück in die 80er gezeigt.

## Weitere Werke
Gormley griff das Thema in anderen Zusammenhängen erneut auf:
- Another Place ist eine Installation bestehend aus 100 eisernen Figuren, die seit 2005 am Strand der Mündung des River Mersey, am Crosby Beach nördlich von Liverpool dauerhaft aufgestellt sind.

- Time Horizon 100 Figuren wurden 2006 im Archäologischem Park von Scolacium am Rande eines Olivenhaines aufgestellt. Diese Figuren schauen in verschiedene Richtungen und haben dadurch eine deutlich andere Ausstrahlung.[17]

- Horizon Field ist eine Installation im Vorarlberger Lechquellengebirge, bestehend aus 100 Figuren.